# Chodel
Chodel [pronunciación en polaco: /ˈxɔdɛl/] es un pueblo en el Distrito de Opole Lubelskie, Voivodato de Lublin, en Polonia oriental. Es la sede del gmina (distrito administrativo) llamado Gmina Chodel. Se encuentra aproximadamente 13 kilómetros al este de Opole Lubelskie y 35 kilómetros al sudoeste de la capital regional, Lublin.
Durante el Holocausto, la población judía de la ciudad -entre 750 y 950- fue asesinada.
El pueblo tiene una población actual de 1,400 habitantes.